# La fiesta silenciosa
La fiesta silenciosa es una película argentina de suspenso escrita y dirigida por Diego Fried, codirigida por Federico Finkielstain, protagonizada por Jazmín Stuart y también escrita por Nicolás Gueilburt, Luz Orlando Brennan y por Gianfranco Quattrini.

## Sinopsis
Laura y su novio viajan a la estancia de su padre para celebrar su casamiento. Luego Laura decide salir a caminar sola y de repente se encuentra con una muy peculiar fiesta, un hombre la invita a la misma, y de ahí en más todo se volverá una pesadillla.

## Reparto
- Jazmín Stuart como Laura
- Lautaro Bettoni como Gabo
- Esteban Bigliardi como Daniel
- Gastón Cocchiarale como Maxi
- Gerardo Romano como León